# Primrose Lake
Primrose Lake är en sjö i Kanada.   Den ligger i provinsen Saskatchewan, i den centrala delen av landet, 2 600 km väster om huvudstaden Ottawa. Primrose Lake ligger 595 meter över havet. Arean är 388 kvadratkilometer. Den sträcker sig 24,8 kilometer i nord-sydlig riktning, och 30,4 kilometer i öst-västlig riktning.
Trakten runt Primrose Lake är nära nog obefolkad, med mindre än två invånare per kvadratkilometer.